# 计算机科学学士
计算机科学学士，（英語：Bachelor of Computer Science）的大学本科學位。在世界各國，該學位一般需3-5年的修習時間，巴基斯坦只需要二年的時間。
计算机科学学士通常要學習以下課程：
- 程序设计
- 编程范型
- 算法
- 数据结构
- 逻辑 & Computation（英语：Computation）
- 计算机系统结构

有些学校可能還會要求學生學習数学等課程：
- 线性代数
- 微积分学
- 概率论和统计学
- 组合数学和离散数学
- 微分学和数学

除了基本課程外，學生還會選修如下課程：
- 计算理论
- 操作系统
- 数值分析
- 編譯器
- 实时计算
- 分布式计算
- 计算机网络
- 数据传输
- 计算机图形
- 人工智能
- 人机交互
- 信息论
- 软件测试
- 信息保障